# Finn Carter
Pour les articles homonymes, voir Carter.
Finn Carter  est une actrice américaine née le 8 mars 1960.

## Biographie
Fille de l'ancien secrétaire d'État adjoint aux affaires publiques Hodding Carter III et de Margaret Ainsworth Wolfe, Finn Carter commence sa carrière au milieu des années 1980. Elle se fait d'abord remarquer par son rôle dans la série télévisée As the World Turns (1985-1988), produite par la chaîne CBS. C'est le rôle de Rhonda dans le film Tremors (1990) qui la fait connaître, et qui lui permet également d'être nommée au Saturn Award de la meilleure actrice dans un second rôle en 1991.
Par la suite, l'actrice apparaît dans de nombreuses séries télévisées, comme China Beach, où elle interprète le personnage de Linda Matlock, Arabesque, Urgences ou encore Les Experts.
Finn Carter a été mariée de 1985 à 1994 avec l'acteur Steven Weber, qu'elle a rencontré sur le tournage de la série télévisée As the World Turns.

## Filmographie partielle
- 1985- 1988 : As the World Turns (TV) : Sierra Esteban
- 1989 : Comment devenir beau, riche et célèbre (How I Got Into College) : Nina Sachie
- 1990 : Tremors : Rhonda Le Beck
- 1990- 1991 : China Beach (TV) : Linda Matlock Lanier
- 1991 : New York, police judiciaire (Law and Order) : Leslie Hart (1 épisode)
- 1992 : Sweet Justice : Sunny Justice
- 1994 : La Loi de la Nouvelle-Orléans (TV) : Margo (1 épisode)
- 1995 : Arabesque (TV) : Sally Otterburn (1 épisode)
- 1995 : Diagnostic : Meurtre (TV) : Dét. Carrie Foster (1 épisode)
- 1995 : Urgences (TV) : Carrie Deal (1 épisode)
- 1996 : Au-delà du réel : L'aventure continue (TV) : Courtney Bowe (1 épisode)
- 1996 : New York Police Blues (TV) : Ellen Lippert (1 épisode)
- 1996 : Les Fantômes du passé : Cynthia Speetgens
- 1997 : La Vie à tout prix (Chicago Hope) (TV) : Anite Sawicki (1 épisode)
- 1999 : Profiler (TV) : Tracy Como (1 épisode)
- 2001 : FreakyLinks (TV) : Shérif (1 épisode)
- 2001 : Taking Back Our Town (TV)
- 2002 : La Vie avant tout (TV) : Velma (1 épisode)
- 2002 : The Pennsylvania Miners' Story (en) (TV) : Missy Phillippi
- 2003 : Les Experts (TV) : Mrs. McCallum (1 épisode)
- 2004 : Le Protecteur (TV) : Deb Tomello (1 épisode)
- 2005 : Halfway Decent : Bonnie

## Récompenses et nominations
- Saturn Award de la meilleure actrice dans un second rôle (1991) (nommée).